# باول نيلسون
باول نيلسون (بالإنجليزية: Paul Nelson)‏ هو ملحن أمريكي، ولد في 26 يناير 1929 في فينيكس في الولايات المتحدة، وتوفي في 11 أبريل 2008.